# تايلر بولاك
تايلر بولاك (بالإنجليزية: Tyler Polak)‏ (13 مايو 1992 بلنكن في الولايات المتحدة - ) هو لاعب كرة قدم أمريكي في مركز الدفاع. شارك مع منتخب الولايات المتحدة تحت 17 سنة لكرة القدم ومنتخب الولايات المتحدة تحت 20 سنة لكرة القدم. أما مع النوادي، فقد لعب مع شيكاغو فاير ونيو إنجلاند ريفولوشن وRochester Rhinos ‏ ونادي سينسيناتي وChicago Fire U-23 ‏ وMinnesota United FC (2010–2016) ‏.

## وصلات خارجية
- تايلر بولاك على موقع الدوري الأمريكي (الإنجليزية)
- تايلر بولاك على موقع قاعدة بيانات كرة القدم.إي يو (الإنجليزية)
- تايلر بولاك على موقع Soccerway.com (الإنجليزية)